# Флаг Чашников
Флаг Чашников (бел. Сцяг Чашнікаў) — официальный геральдический символ города Чашники Витебской области Белоруссии. Автором флага является инженер-конструктор Лукомльской ГРЭС В. В. Кораблин.

## История
Флаг Чашников был одобрен решением Чашникского районного исполнительного комитета от 4 ноября 2008 года № 769. Флаг города был утверждён Указом Президента Республики Беларусь от 2 июня 2009 года № 277 и зарегистрирован в Государственном геральдическом регистре Республики Беларусь 4 июня 2009 года.

## Описание
Флаг города Чашники представляет собой прямоугольное полотнище с соотношением сторон 1:2, состоящее из трёх частей. Центральная часть полотнища белого цвета с бело-зелёной каймой изображена в виде острия, расположенного горизонтально вершиной влево, верхняя и нижняя части — красного цвета. В древковой части белого острия размещено изображение герба города Чашники.

## Использование
Флаг города Чашники является собственностью Чашникского района, правом распоряжения которой обладает Чашникский районный исполнительный комитет.
Флаг города Чашники размещается на зданиях, в которых расположены органы местного управления и самоуправления города Чашники и Чашникского района, а также в помещениях заседаний этих органов и в служебных кабинетах их руководителей. Флаг города Чашники может размещаться в тех местах города Чашники и Чашникского района, где в соответствии с белорусским законодательством предусматривается размещение Государственного флага Республики Беларусь.
Флаг города Чашники может использоваться также во время государственных праздников и праздничных дней, торжественных мероприятий, проводимых государственными органами и иными организациями, народных, трудовых, семейных праздников и мероприятий, приуроченных к памятным датам.
Право на использование флага города Чашники в иных случаях может быть предоставлено по решению Чашникского районного исполнительного комитета.